# Toltecaria antricola
Toltecaria antricola là một loài nhện trong họ Linyphiidae.
Loài này thuộc chi Toltecaria. Toltecaria antricola được Alfred Frank Millidge miêu tả năm 1984.